# Universidad del Desarrollo
Universidad del Desarrollo – prywatna uczelnia w Chile, zlokalizowana w Santiago. 